# Душ
Душ (на френски: douche – водосточна тръба) е техническо санитарно съоръжение, намиращо се обикновено в баня, което позволява водни процедури и къпане с помощта на водна струя под различно налягане и различна температура. Душът може да е самостоятелен или в комбинация с вана. Може да е отделен от останалата част на помещението чрез завеса или стъклени врати. Някои душове са закрепени неподвижно за стената, докато други са подвижни. Традиционните душове имат дебит от 12 до 40 литра в минута.